# Flatosaria gibbula
Flatosaria gibbula är en insektsart som först beskrevs av Melichar 1902.  Flatosaria gibbula ingår i släktet Flatosaria och familjen Flatidae. Inga underarter finns listade i Catalogue of Life.